# Muzeum Miodu i Pszczelarstwa w Pszczółkach
Muzeum Miodu i Pszczelarstwa w Pszczółkach – prywatne muzeum położone we wsi Pszczółki (województwo pomorskie), prowadzone przez Rejonowe Koło Pszczelarzy w Pszczółkach.
Placówka powstała w 2006 roku w wiejskiej świetlicy w Skowarczu. Prezentowane eksponaty dotyczą pszczelarstwa oraz produkcji miodu (m.in. maszyny do odwirowywania miodu, zabytkowe ule). Muzeum jest interaktywne, oferuje możliwość degustacji miodu oraz zajęć praktycznych (m.in. lepienie świec).
Od lutego 2014 r. muzeum funkcjonuje w budynku Gminnej Biblioteki Publicznej w Pszczółkach.